# Osum-Schlucht

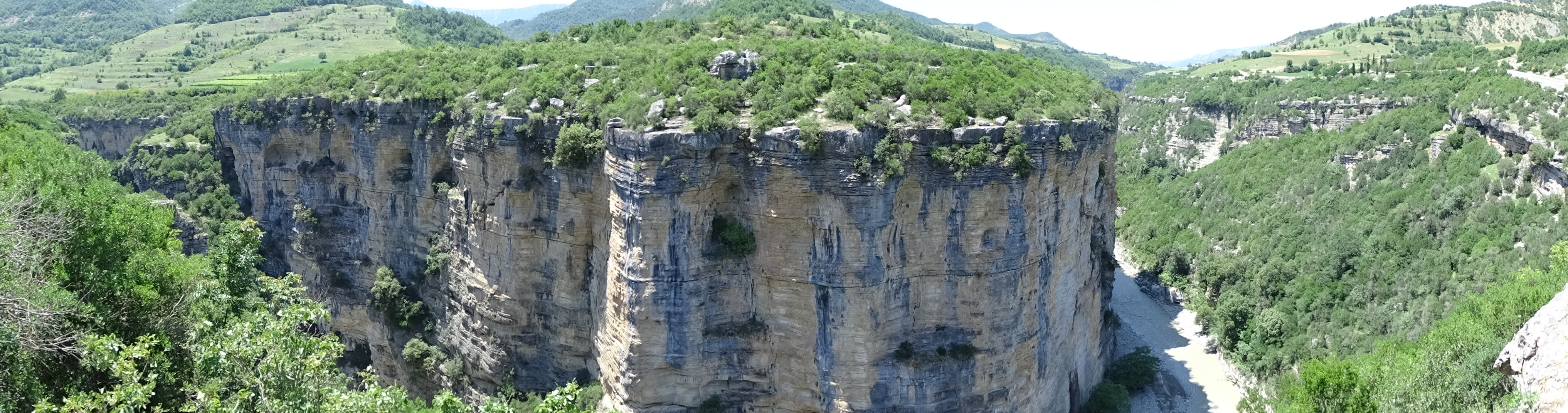
Osum-Schlucht südlich von Çorovoda

Die Osum-Schlucht (albanisch Kanion/i i Osumit) ist ein Canyon des Flusses Osum in Südalbanien. Sie befindet sich gleich südlich der Stadt Çorovoda in der Region Skrapar, die südlich von Berat liegt.

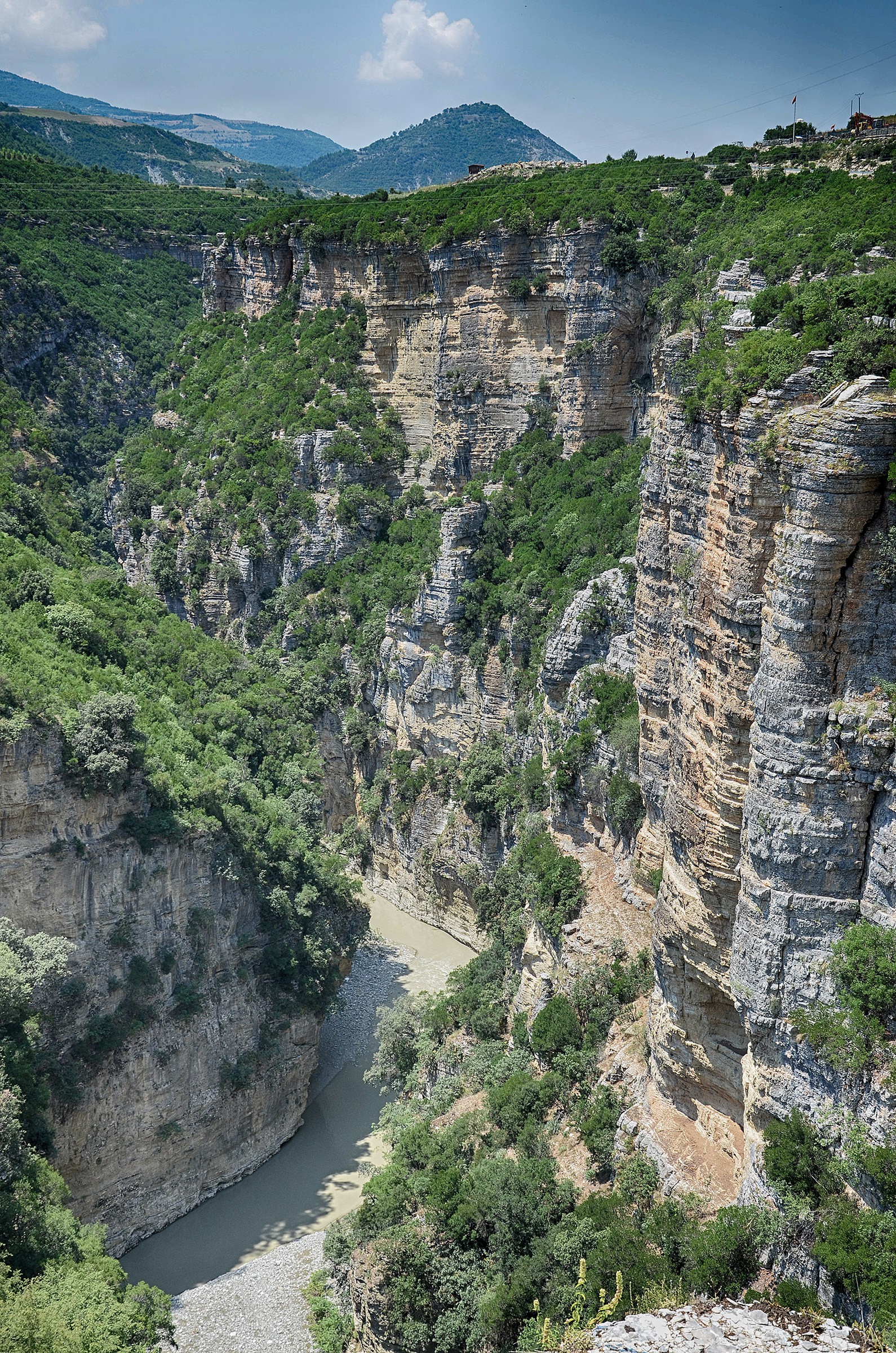
Senkrechte Wände prägen die Schlucht

Der Canyon ist insgesamt 13 Kilometer lang. Die Schlucht umfasst sechs schmale Abschnitte, die von vier Metern Breite im Flussbett bis zu 35 Meter Breite weiter oben an den Seiten der Schlucht reichen. Prägend sind die oft vertikal abfallenden Steilwände aus Kalk, die Höhen von 70 bis 80 Metern erreichen. Der obere Beginn der Schlucht liegt auf rund 350 m ü. A., das untere Ende bei Çorovoda auf ungefähr 300 m ü. A. Es wird angenommen, dass sie vor zwei bis drei Millionen Jahren durch Wassererosion entstanden ist. Es gibt viele unterirdische Gänge und unerforschte Höhlen entlang der Schlucht. Besonders im Frühjahr donnern zahlreiche Wasserfälle über die Felswände in die Schlucht. Es wird allgemein angenommen, dass der Fluss vor vielen Jahren unterirdisch floss, aber im Laufe der Zeit verschwand der Felsen über dem Fluss und schuf die aktuelle Form der Schlucht.
Nach einer rund zwei Kilometer langen Strecke ohne Steilwände und breiterem Flussbett. Südlich davon schließt sich nochmals eine rund zwei Kilometer lange tief eingeschnittene Schlucht an, deren Wände aber nicht mehr ganz so hoch sind. Rund acht Kilometer weiter östlich liegen noch weitere Schluchten am Osum, die Canyons von Miçan.
Die Ränder der Schlucht haben ein ungewöhnliches Ökosystem, das das Grün auf beiden Seiten der Schlucht das ganze Jahr über bewahrt. Mediterrane Büsche wie Heide und Dornbusch gedeihen zusammen mit einer reichen Flora und Fauna. An den Hängen der Schlucht hat die Erosion pockennarbige Höhlenwände mit kleinen Höhlen geschaffen. Einige der Felsformationen im Karst haben phantasievolle Namen wie Kathedrale, Auge und Dämonentür.
Die Osum-Schlucht ist eine der spektakulärsten Naturattraktionen Albaniens und kann bei ausreichendem Wasserstand im Frühjahr und Frühsommer mittels Rafting- und Kanu-Booten erkundet werden. Die Stromschnellen sind Klasse II, so dass man keine Vorkenntnisse in Wildwasser benötigt, um sie zu navigieren. Am Ende des Sommers, wenn das Wasser niedriger ist, ist die Schlucht nicht schiffbar. Bei niedrigem Wasserstand kann die Schlucht auch durchwandert werden, wobei einige Engstellen durchschwommen werden müssen. Es besteht die Möglichkeit, die Schlucht zu umwandern.
Die Einheimischen erzählen viele Legenden wie die von Mulliri i Babait, Vrima e Nusës und vom heiligen Abbas Ali, der hier einen Fußabdruck im Stein hinterlassen haben soll und für den die Bektaschi eine Tekke über dem östlichen Schluchtrand erbaut wurde. Von der Mühle Mulliri i Babait sind noch heute die Reste des in den Fels gehauenen Mühlekanals in der südlicheren Schlucht zu sehen.
Am Osthang über der Schlucht verläuft eine asphaltierte Straße von Çorovoda nach Süden. Die schmale Schlucht ist aber nur an wenigen Stellen gut einsehbar. Eine gute Sicht bietet die Brücke Ura e Prishtës rund acht Kilometer südlich von Çorovoda. Fünf Kilometer weiter südlich wechselt die Straße die Flussseite.
Seit 2002 ist ein 13 Hektar großes Gebiet rund um die Schlucht als nationales Naturdenkmal unter Schutz gestellt.